# Fahim, mały książę szachów
Fahim, mały książę szachów (fr. Fahim) – francuski komediodramat z 2019 w reżyserii Pierre’a-François Martin-Lavala z Assadem Ahmedem i Gérardem Depardieu w rolach głównych.

## Fabuła
Zmuszony do ucieczki z Bangladeszu, jego ojczyzny, młodego Fahima (Assad Ahmed) i jego ojca, opuszcza resztę rodziny i wyjeżdża do Paryża. Po przybyciu do Francji rozpoczynają prawdziwy maraton przeszkód, aby uzyskać azyl polityczny. Dzięki talentowi do gry w szachy Fahim spotyka Sylvaina (Gérard Depardieu), jednego z najlepszych trenerów we Francji. Kiedy zaczynają się mistrzostwa Francji, groźba deportacji wywiera presję na Fahima i jego ojca. Młody szachista ma tylko jedną możliwość pozostania w kraju: zostać mistrzem.

## Obsada
- Assad Ahmed – Fahim Mohammad
- Gérard Depardieu – Sylvain Charpentier
- Isabelle Nanty – Mathilde
- Mizanur Rahaman – Nura
- Sarah Touffic Othman-Schmitt – Luna
- Victor Herroux – Louis
- Tiago Toubi – Max
- Alexandre Naud – Alex
- Pierre Gommé – Eliot
- Axel Keravec – Dufard
- Didier Flamand – Fressin
- Pierre-François Martin-Laval – Peroni[2]